# Holcocephala vicina
Holcocephala vicina là một loài ruồi trong họ Asilidae. Holcocephala vicina được Macquart miêu tả năm 1838. Loài này phân bố ở vùng Tân nhiệt đới.